# Raión de Pivdennyi
Raión de Pivdennyi (en ucraniano: Південний район) es un raión o distrito urbano de Ucrania, en la ciudad de Kamianské.

## Demografía
Según una estimación de 2010 contaba con una población total de 75109 habitantes.